# Sekundærrute 501
Sekundærrute 501, även kallad Århus-syd-motorvejen, är kort en motorväg söder om Århus på Jylland i Danmark.
Vid sin början i Viby i sydvästra Århus, utgör den förlängningen av Åhavevej, vid dess korsning med Viby ringvej. Den ansluter till motorvägen E45 längre sydväst om staden och har därutöver bara två avfarter vid Hasselager Øst och Hasselager Vest.

## Trafikplatser
|  | Nr | Namn      | Skyltning                       |
|  | -- | --------- | ------------------------------- |
|  |    | Århus Syd | E 45 Kolding                    |
|  | 1  |           | Hasselager V                    |
|  | 2  |           | Hasselager Ø -till E 45 Aalborg |